# Tertnesskjera
Tertnesskjera est une île norvégienne du comté de Hordaland appartenant administrativement à Bergen.

## Description
Rocheuse et désertique, elle s'étend sur environ 71 m de longueur pour une largeur approximative de 22 m. 